# Йорк (Верхня Канада)
Йорк (англ. York) — місто в британській колонії Верхня Канада та її друга столиця. Попередник Старого Торонто — частини сучасного Торонто, що існувала до 1998 року. Засноване 1793 року лейтенантом-губернатором Джоном Грейвзом Сімко як «тимчасова» столиця колонії, тоді як постійну столицю він планував побудувати неподалік міста Лондон у сучасній провінції Онтаріо. Сімко назвав Йорк на честь принца Фредеріка, другого сина британського короля Георга III, що володів титулом герцога Йоркського та Олбані. Згодом Сімко відмовився від свого плану щодо столиці поблизу Лондона в Онтаріо, і з 1 лютого 1796 року Йорк став постійною столицею Верхньої Канади. Того ж року Сімко поїхав до Лондона у Велику Британію, і його тимчасово заміняв Пітер Расселл.
Початкове місто складалося з десяти кварталів поблизу гирла річки Дон, а гарнізон розмістили біля гавані Торонто. Було зведено урядові будівлі та суд. Для сполучення Йорка із річкою Голланд зведено Янг-стріт. До гирла річки Трент збудували Кінгстон-роуд. 1797 року місто розширили на захід, щоб звести публічні споруди та подальше розширення. Публічний ринок Йорка було закладено 1803 року. Наразі це Сент-Лоренс-маркет.
1812 року в ході британсько-американської війни місто було атаковане американськими військами. Оскільки британським військам довелося відступити, вони підірвали склад боєприпасів, що завдало значної шкоди американцям, які грабували та нищили місто. Проте американці вирішили не займати місто, і британці повернулися до Йорка без бою. Наступного року британці завдали удару у відповідь, спаливши Вашингтон. Після завершення війни місто розбудовувалося надалі, розширюючись на захід, залишаючи колишню головну менш заселену частину. Поблизу початкового розташування парламентської будівлі звели нову, проте вона незабаром згоріла, і ще одну будівлю для парламенту звели на нових територіях на заході.
Постійний Форт-Йорк був зведений на місці гарнізону. Для зв'язку Йорка із землями на заході збудували Дандас-стріт. У 1820-х роках у Йорку відбувся сплеск імміграції, й населення міста зросло з 1600 осіб у 1825 році до 5500 у 1832 та 9250 у 1834 році. За час існування Йорк не мав власного уряду, ним управляла провінція Верхня Канада разом із кількома виборними чиновниками та аристократією, відомими як Сімейний пакт, що контролював уряд. На 1830 рік існували невдоволення щодо діяльності Сімейного пакту, що 1837 року призвело до початку повстання.
1834 року Йорк інкорпорували до складу Торонто.

## Галерея

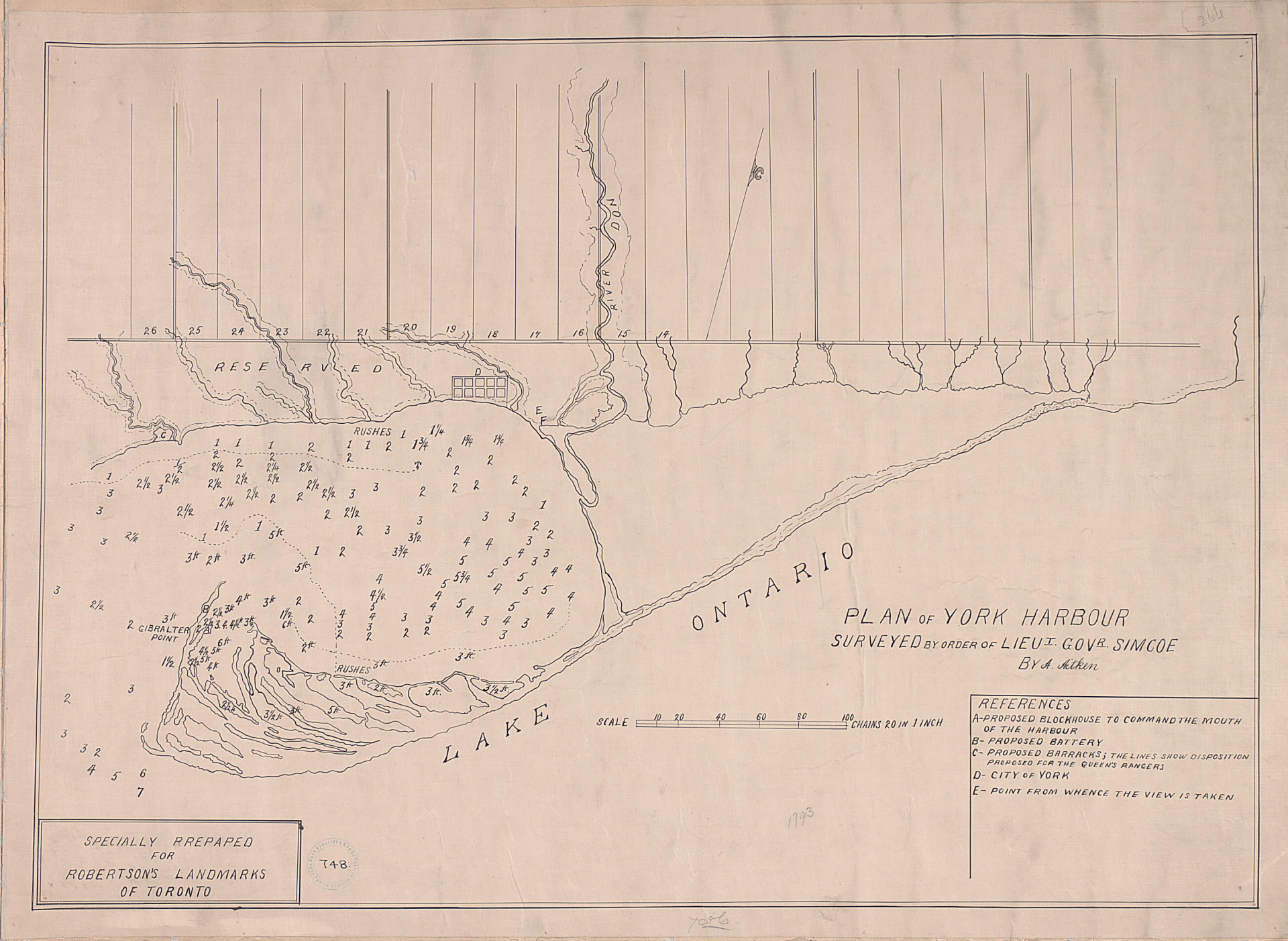
План гавані Йорк 1793 року
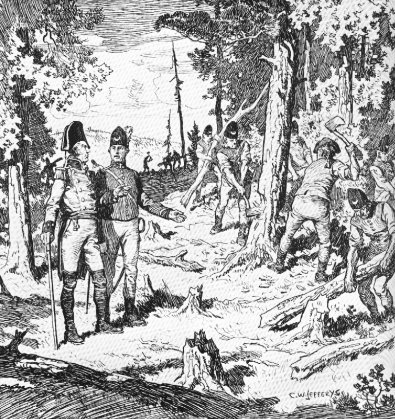
Британські солдати рубають дерева для будівництва Янг-стріт, 1795
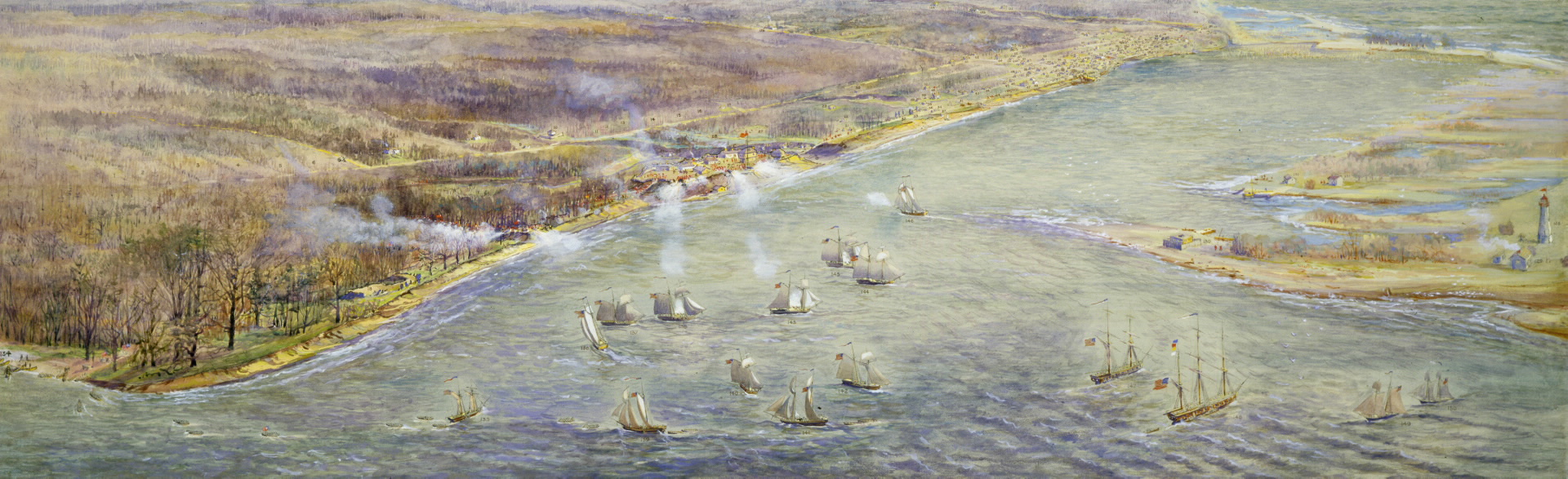
Битва під Йорком у квітні 1813 року
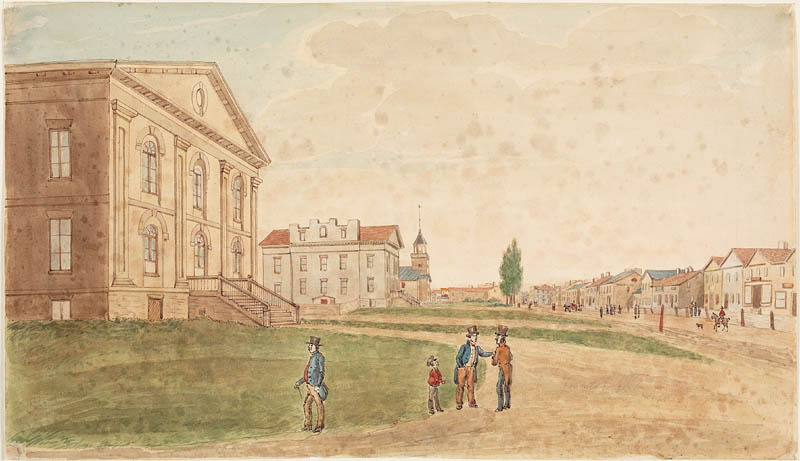
Вигляд Кінг-стріт у 1829 році. Зображено будівлю суду, в'язницю та кафедральну церкву святого Якова
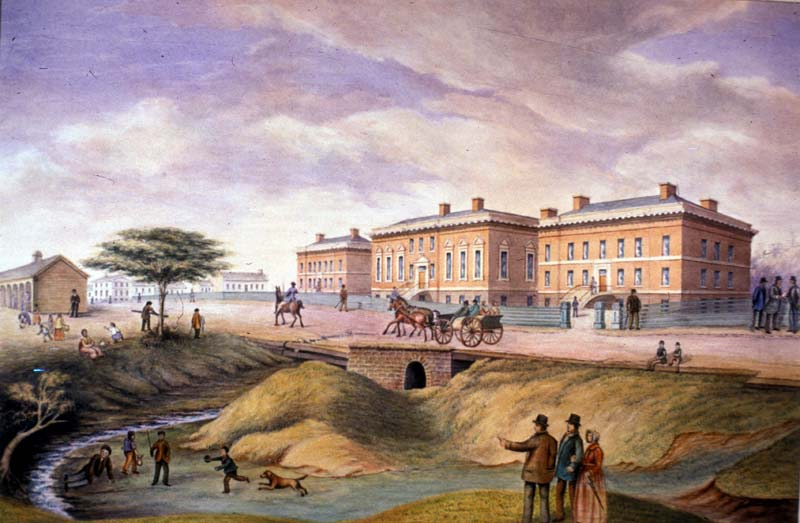
Зображення третьої будівлі парламенту Верхньої Канади у 1834 році (нині будівля Законодавчих зборів Онтаріо)
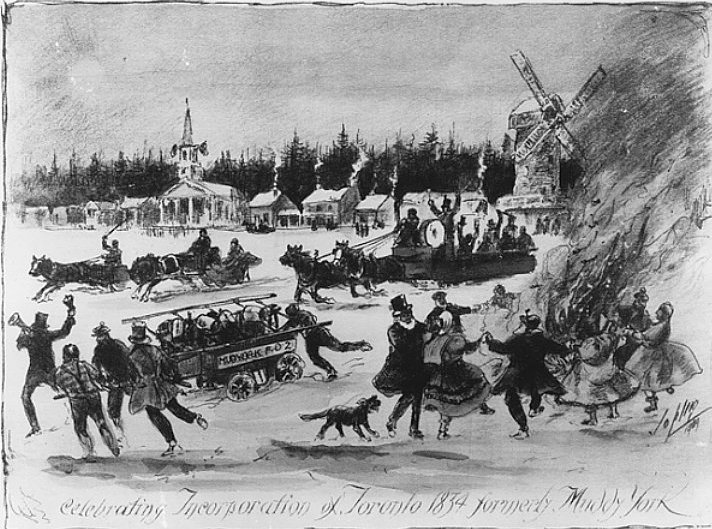
Люди святкують приєднання Йорка до Торонто, 1834